# Kegeltor (Weimar)

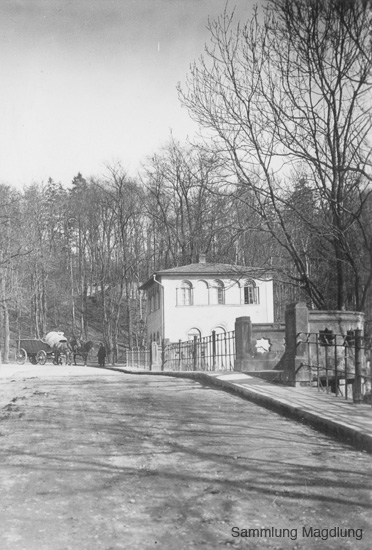
Neueres Kegeltor rechts der Ilm (Ansicht von der Kegelbrücke nach Osten, um 1910)

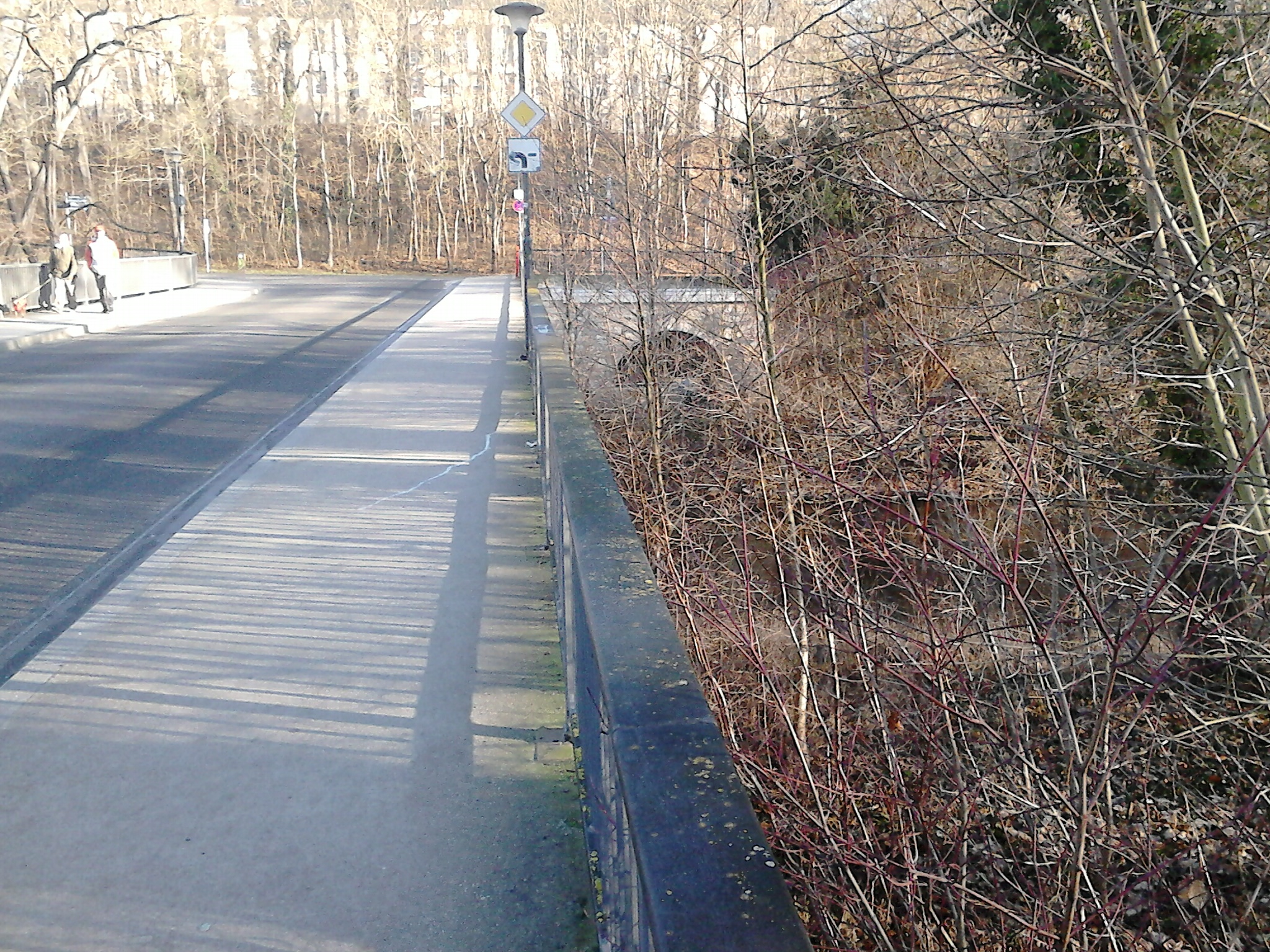
Kegelbrücke mit Neuerem Kegeltor im Zustand Januar 2020

Das Kegeltor war das nordöstliche Tor der Stadtmauer von Weimar und damit gehört es in die Altstadt. Ab dem Spätmittelalter bestand es aus dem inneren Kegeltor und dem äußeren Kegeltor, die sich beide links der Ilm nördlich von der Burg Hornstein (heutiges Weimarer Stadtschloss) befanden. Die Kegeltore wurden im Rahmen der Entfestigung der Stadt in der zweiten Hälfte des 18. Jahrhunderts abgebrochen. Da zwar keine militärische Notwendigkeit mehr nach einem Tor bestand, allerdings Chaussee- und Pflastergeld weiterhin eingenommen wurde, entstand 1803 als Ersatz ein unbefestigtes Torhaus, wohl nach Plänen von Heinrich Gentz auf der rechtes Seite der Ilm direkt an der Kegelbrücke. Dieses wurde 1964 nach einem Unfall mit einem Lastkraftwagen abgerissen, erhalten ist jedoch bis heute der Unterbau des Gebäudes. Veränderungen erfuhr auch die Brücke selbst, bei der man an den Brückenpfeilern den halbrunden Eisbrecher  und die Brüstungen aus Stein, die praktisch als Exedren fungierten, zurückgenommen hatte. Es wurde daher auch ein neues Brückengeländer angebracht.

## Geschichte
Die kegelförmigen Holzpalisaden hatten dem Kegeltor, der Kegelbrücke und schließlich dem Kegelplatz ihre Namen gegeben. Die Kegelbrücke stellte früher die einzige Verbindung der Stadt nach Osten dar. Ursprünglich wurde sie in Holz erbaut. Durch mehrere Hochwasser der Ilm vernichtet, wurde sie nach der Thüringer Sintflut von 1613 im Jahre 1749 als Steinbogenbrücke neu errichtet.
Im Jahr 1803 errichtete Heinrich Gentz auf der Kegelbrücke in Weimar ein Torhaus, welches zur Einziehung von Wegezöllen gedacht war. Dieses stand dort bis 1963, als es infolge eines LKW-Unfalles abgerissen werden musste, nachdem es selbst die Sprengung der Brücke 1945 überstanden hatte. Das Geländer aus Eisengitter weist an dieser Stelle eine Ausbuchtung im Fußgängerbereich auf entsprechend dem Unterbau, womit gewissermaßen an dieses Gebäude erinnert wird, von dem eben nur noch der gemauerte Unterbau am Brückenbogen vorhanden ist, der der Kellerbereich des Hauses gewesen war. An diesem schlängelt sich ein Radweg unter der Kegelbrücke hindurch, der an der Ilm zugleich den Park an der Ilm mit dem Schloss und Park Tiefurt unterhalb des Webichts verbindet. Die Sicherung des Gebäuderestes war sehr aufwendig, zumal Hochwasserschäden aufgetreten waren.
Ähnliche Gebäude mit dieser ursprünglichen Funktion sind in Weimar noch erhalten. Dazu zählen u. a. das gegenüber dem Liszt-Haus Weimar gelegene Torhaus bzw. das Torhaus am Frauenplan (eigentlich bereits Wielandplatz), das durch die Grundstücksmauern zur Ackerwand bzw. zu den Nachbargebäude in den Baukomplex des Goethe-Hauses integriert wurde, oder jenes ebenfalls von Clemens Wenzeslaus Coudray entworfene Torhaus an der Erfurter Straße am Sophienstiftsplatz einbezogen wurde. Sämtliche dieser Torhäuser Weimars befanden sich an wichtigen Ausfallstraßen zur oder von der Stadt. Das Kegeltor war jenes für den östlichen Bereich in Richtung Jena. Die Jenaer Straße ihrerseits hat davon ihren Namen.
Dieses Gebäude mit einem quadratischen Grundriss und einem Unter- und Obergeschoss hatte Bogenfenster und ein flaches Zeltdach. Da auch die Wände annähernd quadratisch waren, hatte das Haus eine würfelartige Gestalt.
An dem an dem Kegeltor anschließenden Wehr befand sich die 1882 abgebrannte Burgmühle.

## Nachwirken
Die Straße Über dem Kegeltor (ehemals Hans-Wahl-Straße) in Weimar erinnert ebenfalls an dieses Gebäude. Das gilt auch für den Kegelplatz. Auf dem Kegelplatz befindet sich das Haus von Johann Karl August Musäus, das die Albert-Schweitzer-Gedenkstätte beherbergt. Davor wiederum befindet sich das Albert-Schweitzer-Denkmal. Der gesamte Kegelplatz steht auf der Liste der Kulturdenkmale in Weimar (Sachgesamtheiten und Ensembles).